# Adelogenys
Adelogenys is een vliegengeslacht uit de familie van de wolzwevers (Bombyliidae). De wetenschappelijke naam van het geslacht werd voor het eerst geldig gepubliceerd in 1938 door Hesse.

## Soorten
Het genus bevat de volgende soorten:

- Adelogenys braunsii Hesse, 1938
- Adelogenys culicoides Hesse, 1938
- Adelogenys namaquaensis Hesse, 1938